# Cas Odenthal
Cas Odenthal (Zeist, 26 settembre 2000) è un calciatore olandese, difensore del Sassuolo.

## Caratteristiche tecniche
È un difensore centrale, di piede destro e forte fisicamente. Abile nelle spazzate e nell'uno contro uno, è anche dotato di buone doti tecniche, che gli consentono di avanzare palla al piede e compiere numerosi passaggi progressivi.

## Carriera

### Club
N.E.C
Cresciuto nel settore giovanile dell'N.E.C., debutta in prima squadra il 9 agosto 2019 in occasione dell'incontro di Eerste Divisie perso 1-2 contro l'Eindhoven. Il 2 marzo 2021 sigla il suo primo gol con il N.E.C in occasione del match contro il Den Bosch, vinto 4-1. Il 23 maggio 2021 sigla il gol del momentaneo 1-0 in occasione del match dei play-off contro il NAC Breda valevole per la promozione in Eredivisie, match poi vinto 2-1.
La stagione successiva debutta in Eredivisie il 14 agosto 2021 nel match di campionato contro l'Ajax, perso 5-0. Sigla il suo primo ed unico gol in Eredivisie il 25 settembre 2021 nel match contro il Feyenoord, perso 5-3.
Como
Il 26 luglio 2022, firma un contratto triennale con il Como, in Serie B. Il 17 settembre 2022 debutta con i lariani in occasione del match contro la SPAL, finito 3-3. I primi gol con la maglia del Como arrivano la stagione successiva il 17 settembre 2023, in occasione del match contro la Ternana dove Odenthal segna i 2 gol decisivi per la vittoria del match. Nella stessa stagione riesce a contribuire alla promozione in Serie A aiutando il Como a classificarsi in seconda posizione nel campionato di Serie B.
Sassuolo
Il 30 luglio 2024, viene ingaggiato a titolo definitivo dal Sassuolo, sempre in serie cadetta. Debutta con i neroverdi il 9 settembre 2024 nel match di Coppa Italia contro il Cittadella, vinto 2-1. L'8 dicembre segna il suo primo gol con i neroverdi nel successo per 5-1 contro la Sampdoria. Conclude la stagione con la vittoria del campionato e la conseguente promozione in Serie A.

### Nazionale
Ha giocato nella nazionale olandese Under-16.

## Statistiche

### Presenze e reti nei club
Statistiche aggiornate al 13 maggio 2025.
| Stagione        | Squadra         | Campionato      | Campionato | Campionato | Coppe nazionali | Coppe nazionali | Coppe nazionali | Coppe continentali | Coppe continentali | Coppe continentali | Altre coppe | Altre coppe | Altre coppe | Totale | Totale |
| Stagione        | Squadra         | Comp            | Pres       | Reti       | Comp            | Pres            | Reti            | Comp               | Pres               | Reti               | Comp        | Pres        | Reti        | Pres   | Reti   |
| --------------- | --------------- | --------------- | ---------- | ---------- | --------------- | --------------- | --------------- | ------------------ | ------------------ | ------------------ | ----------- | ----------- | ----------- | ------ | ------ |
| 2019-2020       | N.E.C.          | 1D              | 6          | 0          | CO              | 0               | 0               |                    | -                  | -                  |             | -           | -           | 6      | 0      |
| 2020-2021       | N.E.C.          | 1D              | 29+3       | 1+1        | CO              | 2               | 0               |                    | -                  | -                  |             | -           | -           | 34     | 2      |
| 2021-2022       | N.E.C.          | ED              | 28         | 1          | CO              | 4               | 0               |                    | -                  | -                  |             | -           | -           | 32     | 1      |
| Totale N.E.C.   | Totale N.E.C.   | Totale N.E.C.   | 63+3       | 2+1        |                 | 6               | 0               |                    | -                  | -                  |             | -           | -           | 72     | 3      |
| 2022-2023       | Como            | B               | 30         | 0          | CI              | 0               | 0               | -                  | -                  | -                  | -           | -           | -           | 30     | 0      |
| 2023-2024       | Como            | B               | 30         | 2          | CI              | 1               | 0               | -                  | -                  | -                  | -           | -           | -           | 31     | 2      |
| Totale Como     | Totale Como     | Totale Como     | 60         | 2          |                 | 1               | 0               |                    | -                  | -                  |             | -           | -           | 61     | 2      |
| 2024-2025       | Sassuolo        | B               | 22         | 1          | CI              | 3               | 0               | -                  | -                  | -                  | -           | -           | -           | 25     | 1      |
| Totale carriera | Totale carriera | Totale carriera | 145+3      | 5+1        |                 | 10              | 0               |                    | -                  | -                  |             | -           | -           | 158    | 6      |

## Palmarès
- Campionato italiano di Serie B: 1

Sassuolo: 2024-2025